# Sebešić
Sebešić je naseljeno mjesto u općini Novi Travnik, Federacija Bosne i Hercegovine, BiH.

## Zemljopis
Sebešić se nalazi na jugu općine Novi Travnik na granici s općinom Fojnica. Selo je slabo naseljeno, a većina stanovništva se bravi poljoprivredom i šumarstvom. Nalazi se na nadmorskoj visini od 1120 metara. 

## Povijest
U Sebešiću se nalazi nekoliko nekropola srednjovjekovnih stećaka u dobrom stanju koji su proglašeni nacionalnim spomenikom.
Tijekom bošnjačko-hrvatskom sukobu selo je spaljeno. Filijalna crkva u Sebešiću je demolirana, vrata i prozori polupani ili odneseni. Lim s krova je skinut i odnesen. Ono što nisu učinile postrojbe Armije BiH, dokrajčile su snage za brzo djelovanje UNPROFOR-a, čiji britanski bataljun je izvodio vježbe na prostoru Sebešića, koji je koristio kapelu kao metu za topničko gađanje.

## Stanovništvo

### 1991.
Nacionalni sastav stanovništva 1991. godine, bio je sljedeći:
ukupno: 254
- Hrvati - 244
- ostali, nepoznato i neopredijeljeni - 10

### 2013.
Nacionalni sastav stanovništva 2013. godine, bio je sljedeći:
ukupno: 50
- Hrvati - 49
- Srbi - 1